# Евгения Узуниду
Евгения Христу Узуниду (на гръцки: Ευγενία Χρήστου Ουζουνίδου) е гръцки политик от Коалицията на радикалната левица.

## Биография
Родена е в ениджевардарската паланка Пласничево, на гръцки Крия Вриси. Завършва във Факултета по електротехника на Киевския политехнически инситут. Връща се в Гръция в 1988 година и се установява в Кожани. Членува в Техническата камара на Кожани, Общогръцката асоциация на електро и машинните инженери, стоковата камара на Кожани и Асоциацията на жените на Кожани. Още като ученичка членува в Комунистическата младеж на Гърция, а по-късно става член на Комунистическата партия на Гърция. По-късно се присъединява към Коалицията на радикалната левица. Кандидат е от Коалицията на местните избори от 2005 година. Избрана е за депутат от Кожани на изборите на 17 юни 2012 г.